# Michel Aumont (clarinettiste)
Pour les articles homonymes, voir Michel Aumont et Aumont.
Michel Aumont est un clarinettiste et compositeur français né le 27 août 1957 à Caen et mort le 31 mai 2020 à Pabu. 
Il a participé à de nombreux festivals tant en France qu'à l'étranger. À partir de 2000, il développe en solo avec sa clarinette basse un langage particulier qui mêle musique traditionnelle et contemporaine. Ses dernières créations sont Armorigène trio en 2008, Armorivielle project en 2009, Le Grand Orchestre Armorigène en 2011.

## Biographie
Michel Aumont se forme au conservatoire de Caen.
En arrivant en Bretagne il réapprend la clarinette avec les sonneurs traditionnels et place l'instrument dans les groupes bretons. Il animera alors les festoù-noz pendant une vingtaine d'années avec le groupe de musique BF 15. Il crée le Quintet clarinettes dans les années 1980 qui mettra en contrepoint musiques traditionnelles bretonnes et musiques contemporaines, improvisées. Il enregistre avec cette formation deux CD Musique têtue et Bazh du. De nombreuses tournées et créations suivront, notamment avec Louis Sclavis et Sylvain Kassap.
Il se produit dans de nombreux contextes de spectacle ou festivals, par exemple aux Rencontres internationales de la clarinette populaire.
Il fait de la clarinette basse son instrument de prédilection avec lequel il côtoiera de nombreux artistes de la musique, du théâtre, de la danse et des arts plastiques. Daniel Paboeuf (saxophoniste), Jérôme Thomas (jongleur), Markus Schmid (danseur mime), Jean-Claude Charbonel (peintre)... 
En 2006, il participe à la création du spectacle Emma la clown et son orchestre, joué  en 2010 au Théâtre du Rond-Point.
Au-delà de toutes ces rencontres et créations, il continue à développer son univers musical particulier qu'il nomme Armorigène, né de la rencontre avec Jean-Claude Charbonel, ancré dans la musique vivante de Bretagne et tourné vers une musique « d’ailleurs et de plus tard ». Après Armorigène trio en 2008 avec Laurent Genty (piano) et Dominique Le Bozec (batterie) et forme Armorivielle project en 2009 avec Marc Anthony et Valentin Clastrier (vielle à roue). Il organise dès 2010 les premières répétitions publiques de son septet Le Grand Orchestre Armorigène dans le cadre du festival Fisel. Le spectacle donne naissance à l'album éponyme en 2012.
En 2012, il participe activement à l'album Vers les lueurs de Dominique A où avec son ensemble il interprète l'importante section vent présente sur les dernières compositions du chanteur français. il participe aux concerts en salles et en festivals  (Francofolies, Printemps de Bourges, Barcelone, Paléo Nyons, Nuits de Fourvière, Bruxelles….).
En 2013, les premières séances de travail sont planifiées pour le spectacle Courir de Jean-Luc Anneix (d'après le roman Courir de Jean Echenoz) dont il écrit la musique. La création et les premières dates sont programmées en 2014. Fin 2014, la création Rapsodie Barbare voit le jour avec son Grand Orchestre armorigènE… En 2015 il constitue son nouveau trio, SouffleS 3, avec Régis Huiban (accordéon) et Youn Kamm (trompette, tuba) et continue en tournée avec Rapsodie Barbare. En 2016 il rassemble autour de sa musique un groupe de 14 clarinettistes basse dans la confrérie des Clars Graves. En 2017-2018, il tourne avec le trio SouffleS 3. En 2019, il réalise une tournée solo, « Le temps du rêvE ».
Il décède d'un cancer le 31 mai 2020 à l'âge de 62 ans,.

## Discographie

### Avec l’Écho des Luths
- 1985 : La casquette sur les genoux / A la cour du palais, 45 tours-17 cm, 3e Oreille, CA 94555
- 1987 : Musique de Haute-Bretagne, 33 tours-30 cm, Escalibur, BUR 822
- 1991 : Entre terre et mer, CD, Escalibur, CD 835

### Avec le Quintet Clarinettes
- 1989 : participation, 1re Rencontres internationales de la clarinette populaire, P. D. G. & R. K. B, k 03, cassette
- 1990 : Musique têtue, CD, Silex, Y225001
- 1993 : Bazh du, CD, Silex, Y225031
- 1992 : Compilation, France - Musiques Traditionnelles Aujourd'hui, CD, Silex,Y225991
- 1997 : Réédition, Quintet de clarinettes Breton - Breton clarinet quintet - coffret 2 x CD, Auvidis, Y 225064
- 2000 : Compilation, L'archipel des Musiques Bretonnes, CD + livre, Cité de la Musique / Actes Sud

### AvecBF 15
- 1997 : Primeur, CD, Coop Breizh, CD 879

#### Compilations
- 1998 : Dañs - Musique à danser de Bretagne, Iguane (Dist. Adipho), 2 éditions : 33 tours et CD
- 2000 : L'indispensable Fest-Noz (Coop Breizh)
- 2005 : La musique Bretonne - Volume 1 : Les groupes à danser (Coop Breizh)
- 2011 : Fest Noz - Années 80 (Coop Breizh)

### Participations
- Avec l’Écho des Luths : Sonneurs de Veuze en Bretagne et Marais Breton Vendéen – Musiciens et Chanteurs Traditionnels / Volume 3, 33 tours-30 cm, Le Chasse-Marée, SCM 010, 1988 – Réédition en CD 1993.
- Avec Michel Toutous (biniou), Rond de Loudéac, Cassette, 1re Rencontre internationale de la clarinette populaire, P. D. G. & R. K. B., 1989
- Chant du centre Bretagne, An Heñchoù Treuz  Erik Marchand & Titi Robin, Ocora Radio France, (Harmonia Mundi), C 559 084, 1990.
- Pat O’May et les trolls - Bob Up, Pat O'May, Move On Prod., 062 995, 1994.
- La Couleur du milieu, Alain Genty, Gwerz Pladenn, GWP 006, 1994.
- La Légende de la ville d'Ys, Alain Le Goff & Mariannig Larc'hantec, Kerig, KCD 110, 1995.
- Café du siècle, Casse-Pipe, Kerig, K 112, 1995.
- Les Mémoires d'un chat, Philippe Marlu, Chantons Sous La Truie – BP 3461, 1999.
- Er roue Stephen, Roland Becker, L'Autre Distribution, CD 2627, 2000.
- Bleu nuit et les silhouettes aux chapeaux, Il Monstro Quintette, IL 02, 2000.
- Bal tribal, frères Molard, Ton Hall, AT 001, 2002.
- A night in the show, Cinémonstro, Signature (France Musique), SIG 11058, 2008
- Entre parenthèses, Paul Dirmeikis, 2 x CD, L’Éveilleur, EVE 004, 2008.
- Vers les lueurs, Dominique A, Cinq 7, 3254922, 2012.

Création spectacle solo

### Documentaires
- Souffles au corps, de Ludovic TAC, 2009, Plan large production, 53 min. visionner en ligne